# Awaking the Centuries
Awaking the Centuries je druhé studiové album německé symphonic metalové skupiny Haggard. Vydáno bylo 7. února 2000. Jde o koncepční album týkající se osoby středověkého proroka Nostradama. Texty písní jsou převážně v angličtině, částečně však i v latině, němčině a ruštině.

## Seznam skladeb
Seznam dvanácti skladeb:
1. "Rachmaninov: Choir" – 0:38
2. "Pestilencia" – 1:54
3. "Heavenly Damnation" – 2:59
4. "The Final Victory" – 3:35
5. "Saltorella La Manuelina" – 0:57
6. "Awaking the Centuries" – 9:34
7. "Statement zur Lage der Musica" – 1:19
8. "In a Fullmoon Procession" – 5:18
9. "Menuett" – 1:19
10. "Prophecy Fulfilled / And the Dark Night Entered" – 6:23
11. "Courante" – 1:10
12. "Rachmaninov: Choir" – 2:34

## Sestava
Seznam účinkujících na albu:
- Asis Nasseri : zpěv, kytary, tympány
- Luz Marsen : bicí
- Andi Nad : baskytara
- Danny Klupp : kytary
- Karin Bodenmüller : soprán
- Hans Wolf : klavír, varhany, klávesy
- Kathrin Pechlof : harfa
- Fiffi Fuhrmann : tenor
- Christian : tenor
- Thomas Rosato : bas
- Christoph v. Zastrow : flétna
- Florian Bartl : hoboj
- Robert Müller : klarinet
- Andrea Sterr : housle
- Michael Stapf : housle
- Steffi Hertz : viola
- Kathrin Hertz : violoncello
- Georg Uttenthaler : kontrabas
- Florian Schnellinger : perkuse
- Peter Prysch : lesní roh